# Gorybia stomias
Gorybia stomias är en skalbaggsart som beskrevs av Martins 1976. Gorybia stomias ingår i släktet Gorybia och familjen långhorningar. Inga underarter finns listade i Catalogue of Life.